# Philip Eaton
Pour les articles homonymes, voir Eaton.
Philip E. Eaton, né le 2 juin 1936 à New York et  mort le 21 juillet 2023, est un professeur émérite de chimie de l'Université de Chicago. Lui et son équipe ont été les premiers à synthétiser le cubane, réputé alors molécule impossible, en 1964.

Avec Mao-Xi Zhang, il publie en 2000 la synthèse inédite de l'octanitrocubane qui grâce à sa haute densité et ses liaisons carbone-carbone très contraintes (donc contenant beaucoup d'énergie) est suspecté d'être l'explosif le plus puissant jamais découvert.

Son groupe de recherche, se focalisant depuis toujours sur la synthèse et la caractérisation de nouveaux systèmes multicycliques comme modèles pour les effets de la géométrie moléculaire sur les liaisons, la réactivité, les contraintes, etc., a aussi synthétisé en premier le pentaprismane, le [2.2.2]propellane et se concentre actuellement sur les 
[n.2.2.2]paddlanes en vue d'obtenir le [2.2.2.2]paddlane.

## Biographie
- Baccalauréat en sciences, Université de Princeton, 1957.
- Ph.D., Université Harvard, 1961.
- Université de Californie à Berkeley, 1960-1962.
- Professeur à l'Université de Chicago, 1962-.

## Source
- (en) Page de P. Eaton sur le site de l'université de Chicago